# 岐阜県道81号美濃洞戸線

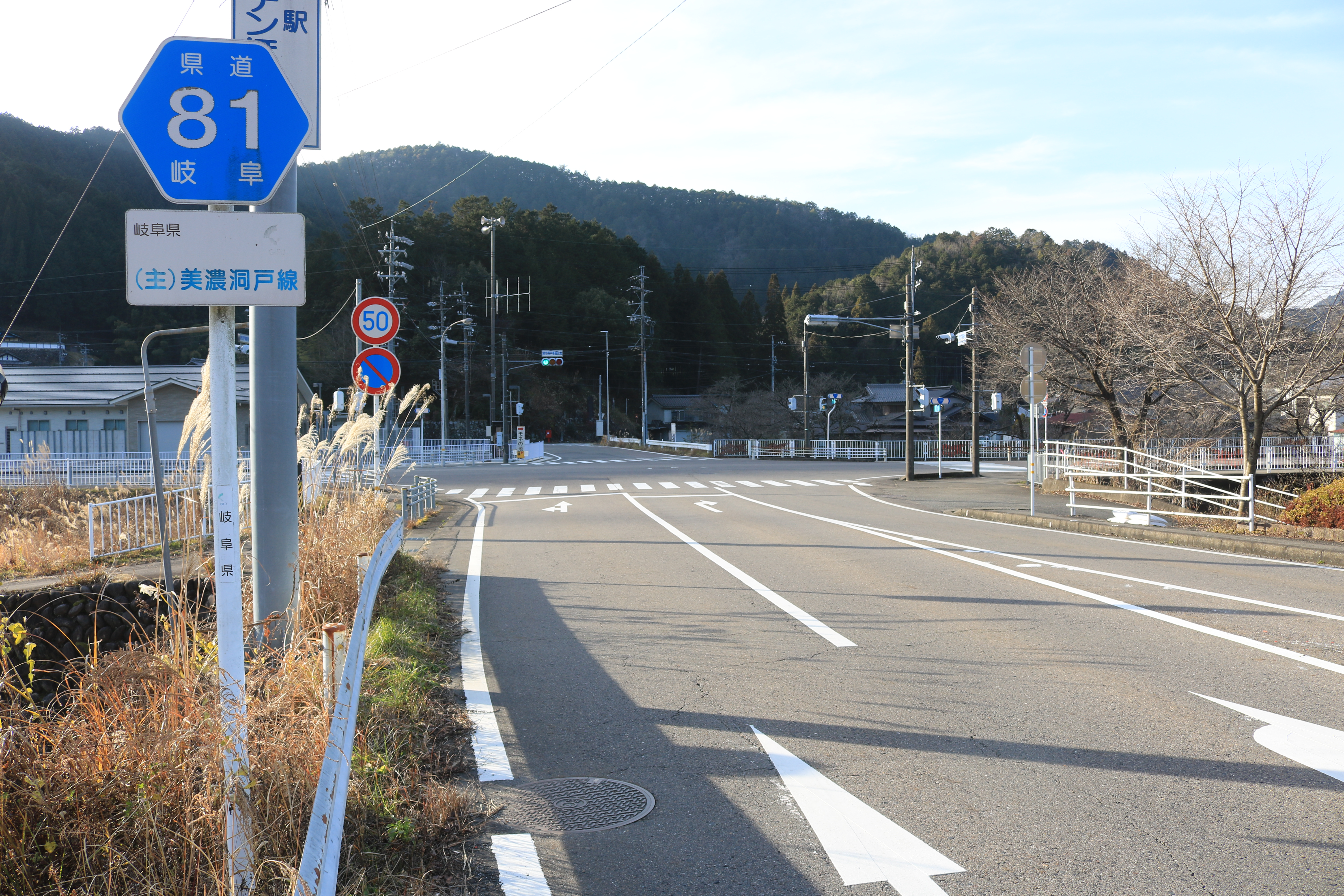
岐阜県道81号美濃洞戸線、関市洞戸市場にて

岐阜県道81号美濃洞戸線 （ぎふけんどう81ごう みのほらどせん）は、岐阜県美濃市曽代から岐阜県関市洞戸市場に至る主要地方道（岐阜県道）である。

## 概要
美濃市曽代の国道156号交点が起点。起点後すぐ新美濃橋で長良川を渡り、しばらく長良川右岸に沿って進む。長良川の支流の板取川に架かる新長瀬橋を越えると板取川左岸に沿って進む。美濃和紙の里会館前を通り、やがて関市（旧武儀郡洞戸村）に入る。板取川を渡った関市洞戸市場の国道256号との交点が終点。

### 路線データ
- 始点：岐阜県美濃市曽代 曽代交差点（国道156号交点）
- 終点：岐阜県関市洞戸市場 関市洞戸事務所前交差点（国道256号交点）
- 総延長：約14.5km
- 実延長：14.495 km[1]

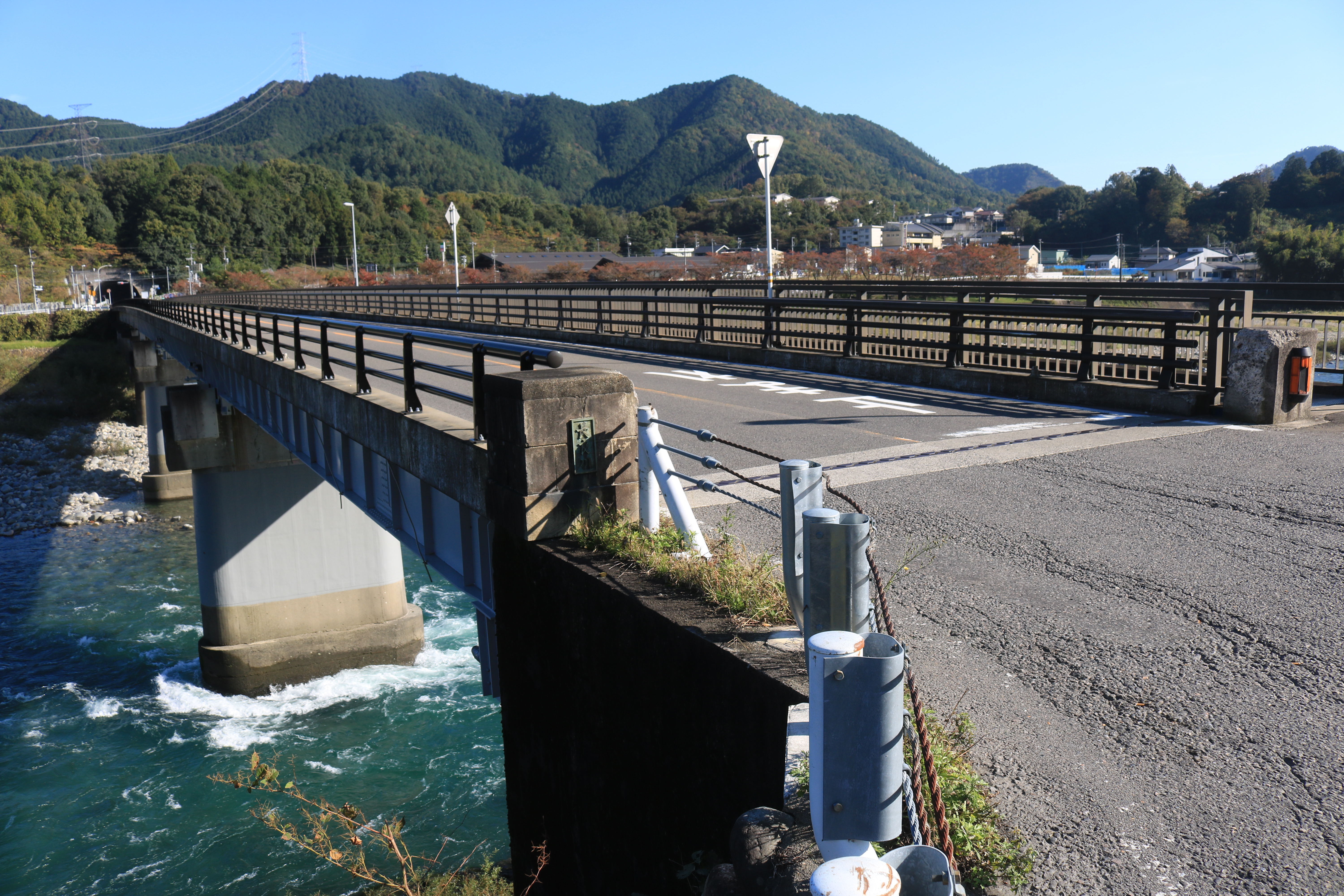
始点となる新美濃橋の東側にある国道156号との「曽代交差点」、美濃市曽代にて
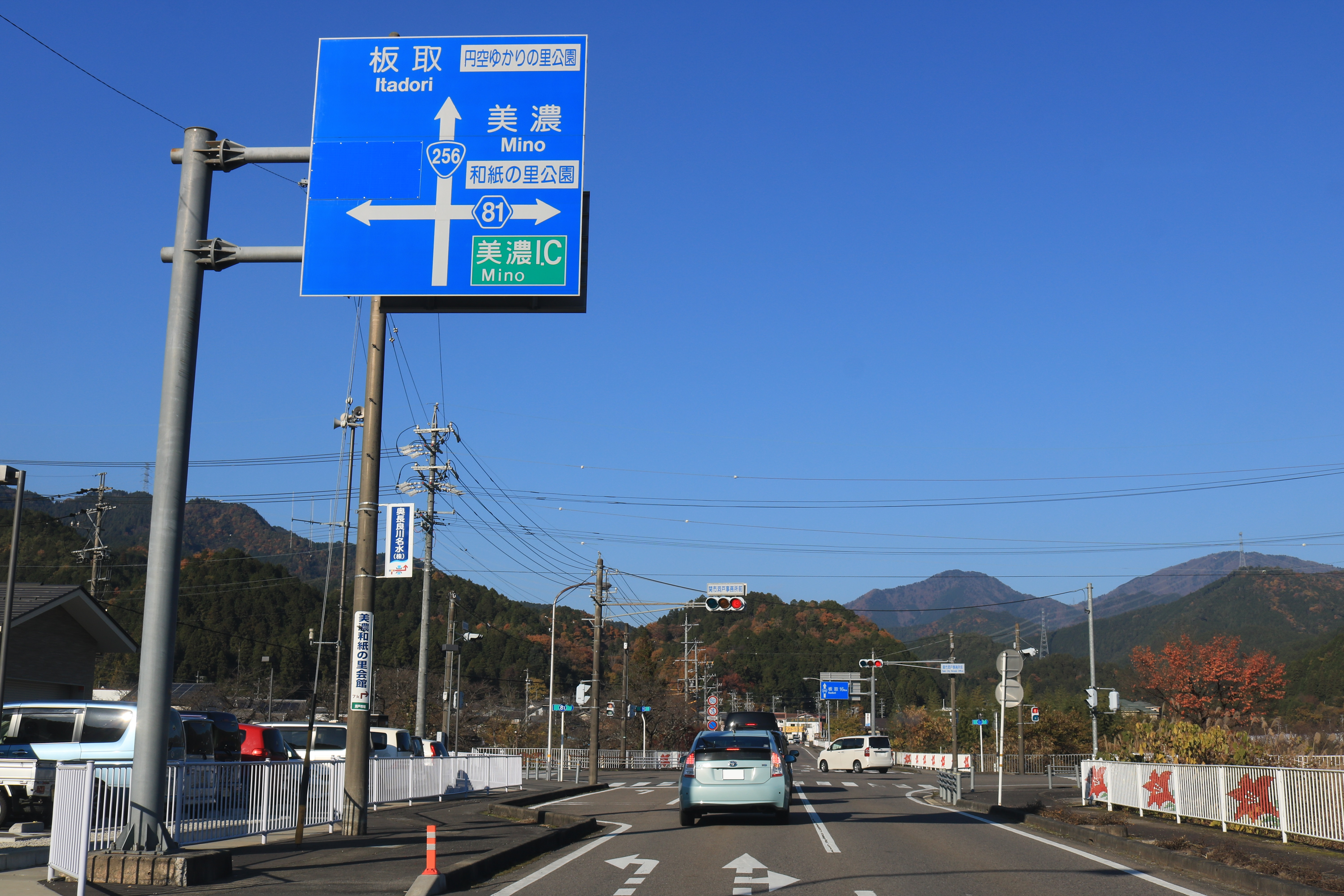
終点となる国道256号との「関市洞戸事務所前」交差点、関市洞戸市場にて

## 歴史
- 1982年（昭和57年）4月1日 - 建設省（現・国土交通省）が主要地方道に指定[2]。
- 1983年（昭和58年）1月28日 - 岐阜県が主要県道81号美濃洞戸線を路線認定。
- 1993年（平成5年）5月11日 - 建設省から、主要県道美濃洞戸線が美濃洞戸線として主要地方道に再指定される[3]。

## 路線状況

### 重複区間
- 岐阜県道291号御手洗立花線（美濃市長瀬・美濃市蕨生間）

### 道路施設
- 新美濃橋（長良川、美濃市）
- 新長瀬橋（板取川、美濃市）
- 洞戸橋（板取川、関市）

## 地理
途中、長良川を一度、板取川（長良川支流）を二度渡る。

### 通過する自治体
- 岐阜県
  - 美濃市
  - 関市

### 交差する路線
- 国道156号（美濃市 曽代交差点）
- 岐阜県道291号御手洗立花線（美濃市長瀬、美濃市蕨生）

- 岐阜県道290号上野関線（美濃市上野）
- 岐阜県道59号北野乙狩線（美濃市乙狩）

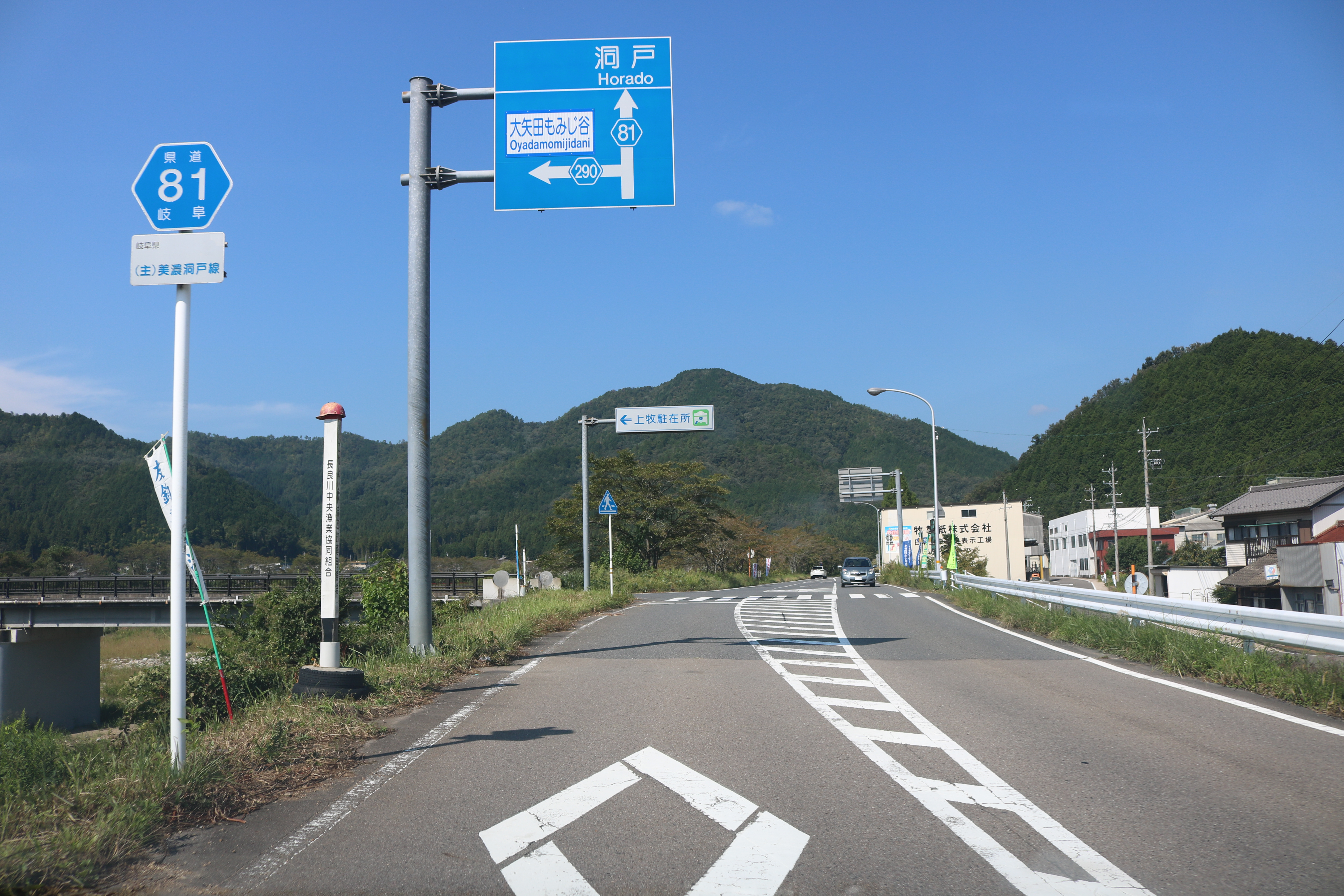
岐阜県道290号上野関線と交差点、美濃市上野にて

- 国道256号（関市 関市洞戸事務所前交差点）

### 周辺

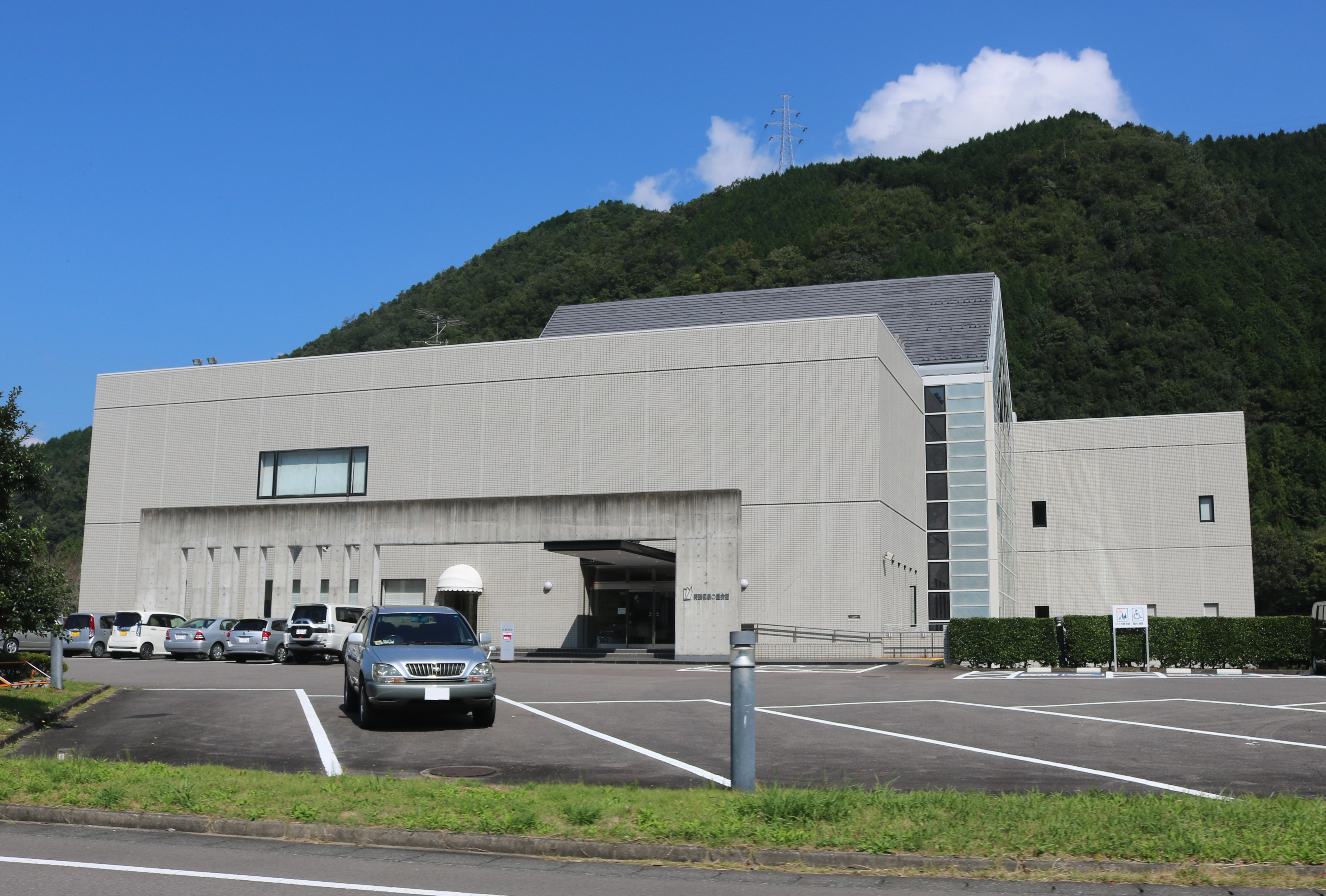
美濃和紙の里会館、美濃市上野にて

- 曽代用水
- 安毛キャンプ場
- 長瀬橋
- 美濃市立下牧小学校
- 美濃市立美濃北中学校

- 美濃和紙の里会館
- 美濃市立上牧小学校
- 関市立洞戸小学校
- 関市洞戸総合事務所